# Oostereinde (Winschoten)
Oostereinde of Winschoter Oostereinde is een buurt en voormalig streekdorp in de Nederlandse gemeente Oldambt, in het oosten van de Nederlandse provincie Groningen. De buurt behoorde tot het kerspel en de gemeente Winschoten en sloot aan bij de buurtschap Bovenburen.

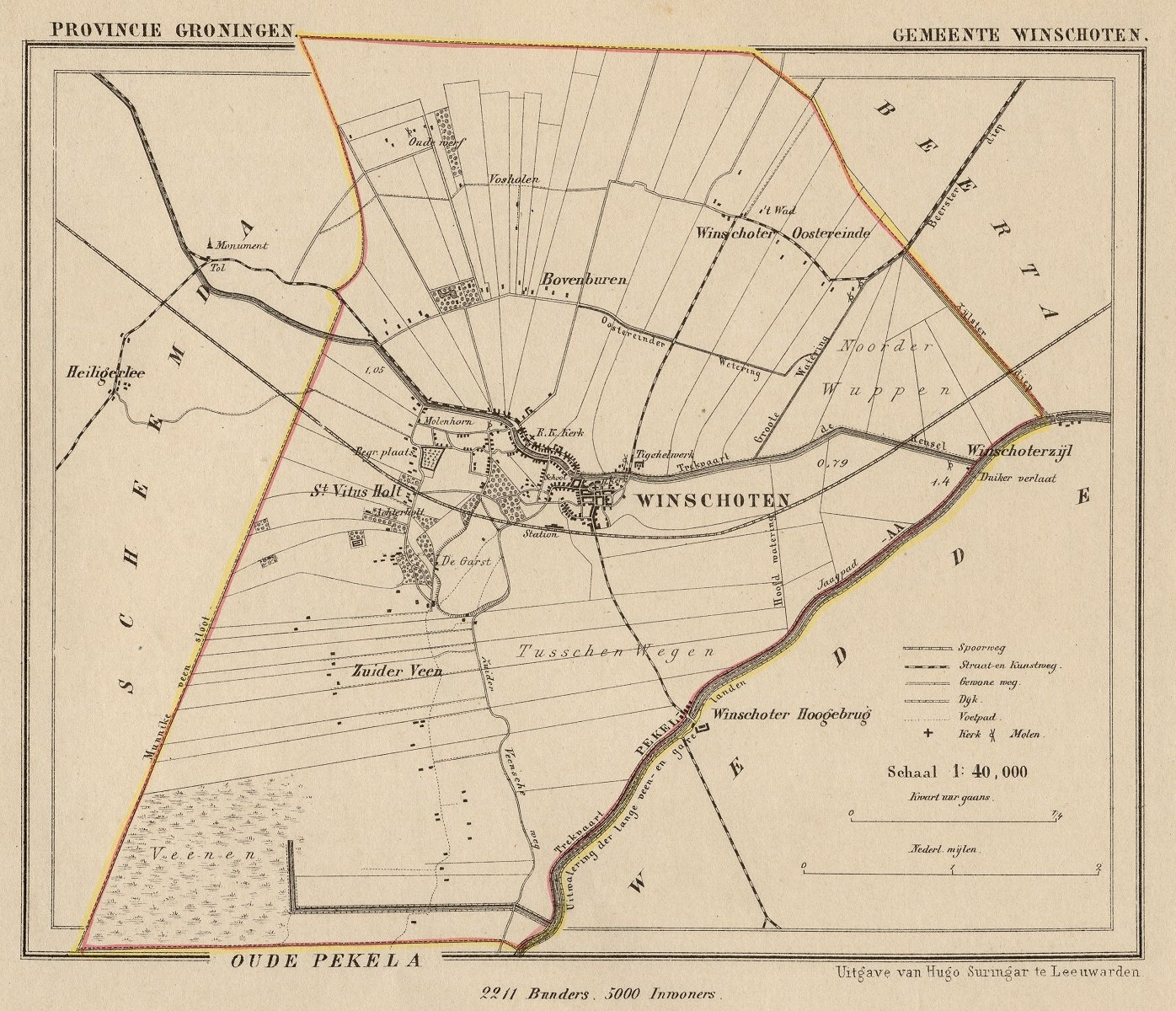
"Winschoter Oostereinde" op een kaart van de gemeente Winschoten uit ca. 1865

Het ligt aan de noordkant van de plaats Winschoten en loopt parallel aan het Winschoterdiep en de A7. Het is het enige deel van de voormalige gemeente Winschoten ten noorden van de A7.
Het gebied ten noorden Oostereinde werd vanaf 2004 ingericht voor de Blauwestad, maar dit deel is tot op heden niet tot ontwikkeling gekomen. Vanuit de buurt loopt een weg naar het gehucht Ekamp, dat bij de ontwikkeling van de Blauwestad behouden bleef.
Oostereinde was een van de vier buurten waaruit het kerspel Winschoten bestond. In 1504 wordt voor het eerst een inwoner van Winschoten inden Oesterende genoemd. Het buurtje had al in 1642 tijdelijk een eigen schoolmeester; vanaf 1785 is opnieuw sprake van een bijschooltje. In 1822 werd een klein houten schooltje gebouwd, waar tot ongeveer 1845 les werd gegeven door een hulponderwijzer.

## Bezienswaardigheden
- Oostereinde 1, het eerste huis van de buurt vanuit het oosten, is een voormalig tolhuis en ligt op de grens tussen de voormalige gemeenten Winschoten en Beerta
- Oostereinde 4 is een voormalig stoomgemaal op de grens van de streek met de Noorderwuppen, langs het Beertsterdiep. Het vormt tegenwoordig een museum.